# 50 ق هـ
50 ق هـ هي السنة الخمسون السابقة للهجرة النبوية، وهي توافق ما بين سنتي 573 و574 حسب التقويم الميلادي، أي أنها بدأت في سنة 573م وانتهت في سنة 574م.

## مواليد
- واقد بن عبد الله من مشاهير الصحابة وأول من قتل مشركاً في الإسلام.
- عبد الله بن سعيد بن العاص صحابي جليل.